# Eduardo Manchón
Eduardo Manchón Molina (Barcelona, 24 de julio de 1930 - Barcelona, 29 de septiembre de 2010) fue un futbolista español de los años 50. Desarrolló la mayor parte de su carrera deportiva al F. C. Barcelona, entre 1948 y 1957, como extremo izquierdo, formando parte de la legendaria delantera del "Barça de las Cinco Copas" de la temporada 1951-52 junto a Basora, César, Kubala y Moreno, que emocionaron los barcelonistas y que Joan Manuel Serrat popularizó con su famosa canción en catalán "Temps era temps" (Érase una vez).
Manchón fue un extremo izquierdo de clase excepcional, pequeño (1,66 m de altura), con gran velocidad y muy buen regate, pero también un excelente rematador.Su velocidad hizo que lo denominaran con el apodo de La Bicicleta.

## Trayectoria

### Inicios
Nació en el barrio obrero de Casa Antúnez, cerca del Puerto de Barcelona, en una familia que procedía de Lorca (Murcia).Su padre hizo barraquer del campo de Casa Antúnez, modesto equipo de aquel barrio, donde Eduardo Manchón empezó a jugar. Hay que recordar que de 1939 a 1949 el fútbol juvenil no dependía de la Federación Española, sino del Frente de Juventudes. Al cumplir 18 años pasó en el Barcelona Amateur, que lo había rechazado anteriormente, donde coincidió con Biosca, Bosch y Aloy, que posteriormente jugaron al primer equipo del Barça con el mismo Manchón. Ganó el Campeonato de España de Aficionados del 1949 con aquel equipo, y en la final Manchón destacó abriendo el marcador y marcando después el gol de la victoria (3-2) ante el Indautxu de Vizcaya. El año 1949 fue cedido al SD España Industrial, club filial del Barça equivaliendo al que posteriormente fue el Condal y actualmente el Barça B, con el cual realizó una excelente temporada que le abrió las puertas a volver al Barça.

### Primer equipo del F. C. Barcelona
En la temporada 1950-51 Manchón luchó por un lugar al once inicial del primer equipo con el argentino Nicolau, entonces titular indiscutible. Una expulsión de Nicolau permitió el debut de Manchón al Camp de Les Corts el 8 de octubre de 1950 en un Barça-Valencia (2-1) en que Manchón marcó el gol de la victoria, hecho que le dio el crédito suficiente para mantenerse al equipo durante las siguientes jornadas, aunque no rindió al nivel que se esperaba de él. Con demasiados nervios debido a la competencia con Nicolau, una rotura de ligamentos lo apartó del último tramo del campeonato. La temporada siguiente, con Fernando Daucik de entrenador, empezó como titular, en parte gracias a las lesiones de Basora, primero, y Nicolau, después, y pudo mantenerse como titular durante seis temporadas. En 144 partidos ligueros con el Barça marcó 57 goles, además de incontables centradas para que los arietes Kubala o César marcaran más goles. En total jugó 201 partidos oficiales con el primer equipo, marcando 81 goles. En la temporada 1952-53 Manchón era el cuarto delantero del Barça más muy pagado, con 255 675 pesetas.
En las siete temporadas al primer equipo del Barça ganó una Copa Latina (1952), dos Ligas (1951/52 y 1952/53), dos Copas Eva Duarte (1952 y 1953), una Pequeña Copa del Mundo (1957) y cuatro Copas del Generalísimo (1951, 52, 53, 57), a pesar de que él sólo jugó las finales contra el Valencia CF, en el 52, y el Athletic de Bilbao, en el 53, y marcó un gol en cada una. También jugó la final de Copa del 1954, en qué lo Valencia ganó el Barça.

### Últimos años
La llegada al Barça del uruguayo Ramón Villaverde relegó Manchón a ser suplente, en una época en que no estaban permitidos los cambios durante los partidos, y no ser titular implicaba caer en el olvido. El año 1957, cuando todavía le quedaban dos años de contrato con el Barça, Manchón pidió la baja para fijar por el Granada CF, donde jugó la temporada 1957-58. Cuando el Granada visitó el campo del Barça Manchón marcó un gol a su excompañero Ramallets y el público lo aplaudió, puesto que el Barça ganó 4-1. Con el Granada jugó 17 partidos ligueros, marcando 4 goles.
Posteriormente militó la temporada 1958-59 al Real Club Deportivo de La Coruña, que entonces jugaba a la segunda división y de 1959 a 1961 al CA Iberia, equipo de su barrio, de Casa Antúnez, que jugaba en tercera división. En el último año de su carrera profesional, la temporada 1961-1962, jugó a las filas del Centre d'Esports L'Hospitalet. Manchón disputó 26 partidos y marcó 9 goles con el Hospitalet, cuando el club militaba en la tercera división, grupo 7.º
A pesar de su gran calidad, sólo disputó un partido con la Selección española de fútbol absoluta, el 14 de marzo de 1954, ante Turquía en Estambul, en que España perdió 1 a 0 con Luis Iribarren de entrenador. El año anterior Pedro Escartín lo había hecho debutar con el equipo B de la Selección ante Luxemburgo. También jugó un partido con la selección de fútbol de Cataluña.
El año 2007 participó en la celebración del 25.º aniversario del primer ascenso del Hospitalet a segunda división B. Casado con Roser y padre de dos hijos, Eduardo y Esther, Manchón jugó con los Veteranos del Barça hasta pasados los 75 años de edad. Un torneo de fútbol playa se denomina en honor suyo, organizado por su amigo Josep Maldonado los meses de agosto en Comarruga.
Eduardo Manchón murió en Barcelona debido a un cáncer, el 29 de septiembre del 2010, en un día en que medio país hacía una huelga general, y dejó Basora y Jordi Vila como únicos supervivientes de los delanteros de aquel legendario equipo del Barça. El destino impidió a Manchón de asistir a la celebración que el Barça había previsto para el siguiente partido del primer equipo para conmemorar los 60 años de su debut ante el Valencia. Sus restos descansan en el cementerio de Les Corts.

## Clubs
- Barcelona Amateur: 1948-49
- La España Industrial: 1949-50
- F. C. Barcelona: 1950-57
- Granada CF: 1957-58.
- Deportivo de La Coruña: 1958-59.
- Club Atlético Iberia: 1959-61.
- Centre d'Esports L'Hospitalet:1961-62

## Palmarés
- 2 Liga española de fútbol: 1951-1952, 1952-1953
- 4 Copa del Generalísimo: 1951, 1952, 1953, 1957
- 2 Copa Eva Duarte: 1952, 1953
- 1 Copa Latina: 1952
- 1 Mundialito de Clubes